# سفارة تركيا في النمسا
سفارة تركيا في النمسا هي أرفع تمثيل دبلوماسي لدولة تركيا لدى النمسا. تقع السفارة في Wieden ‏ وهي تهدف لتعزيز المصالح التركية في النمسا.

## وصلات خارجية
- قائمة سفارات تركيا
- قائمة السفارات في النمسا